# Список депутатов Верховного Совета Туркменской ССР 11-го созыва
Список депутатов Верховного Совета Туркменской ССР 11-го созыва
Депутаты Верховного Совета Туркменской ССР 11-го созыва работали с 1985 по 1990 годы.
Всего 330 депутатов.
| # А Б В Г Д Е Ё Ж З И К Л М Н О П Р С Т У Ф Х Ц Ч Ш Щ Э Ю Я |

## А
1. Абаев, Геок  Чарджоуская область
2. Абдалова, Огулджан  Ташаузская область
3. Абдыкеримов, Аннаораз  Ашхабад
4. Абрамов, Владимир Ефремович Ашхабадская область
5. Агабаев, Оразбай  Красноводская область
6. Агалиев, Курбанмухаммед Халлыевич Красноводская область
7. Аймедова, Майягёзель  Ашхабад
8. Аквелиев, Чары  Марыйская область
9. Акентьев, Евгений Петрович Красноводская область
10. Акиев, Нобат  Чарджоуская область
11. Алекберов, Аллаберды Куртлыевич Марыйская область
12. Алиева, Меретгул  Чарджоуская область
13. Аллабергенова, Разияджан Сапарбаевна Ташаузская область
14. Аллакулиев, Шукур  Чарджоуская область
15. Аловов, Недирмамед  Чарджоуская область
16. Амангельдыева, Гулалек  Ашхабадская область
17. Амангельдыева, Тувакбиби  Марыйская область
18. Амандурдыева, Гулнабат  Ашхабадская область
19. Аннаев, Аннареджеп  Марыйская область
20. Аннаев, Рахмет Аллакулович Чарджоуская область
21. Аннаев, Реджеп  Марыйская область
22. Аннаева, Кизылгул Розыевна Марыйская область
23. Аннакурбанов, Чары  Ташаузская область
24. Анналыев, Гарлы  Марыйская область
25. Аннамурадов, Тачмурад  Чарджоуская область
26. Аннамухаммедова, Гызылгул  Марыйская область
27. Аннамухаммедова, Огулгерек  Марыйская область
28. Аразклычев, Чоши  Ташаузская область
29. Арзымедов, Ягмур  Ташаузская область
30. Артыкклычева, Дурли  Ашхабад
31. Атабаева, Гёзелнабат  Марыйская область
32. Атаджанов, Джумабай  Ташаузская область
33. Атаев, Алламурад  Ашхабадская область
34. Атаев, Гельды  Ашхабад
35. Атаев, Таджи  Ташаузская область
36. Атаева, Назира Назаровна Ашхабад
37. Атаева, Огулнабат Нурнепесовна Марыйская область
38. Ахмедов, Хан  Ашхабад
39. Ахмедяров, Керим  Ашхабадская область
40. Ачилов, Орун  Чарджоуская область
41. Аширов, Курбанназар  Чарджоуская область
42. Аширов, Шаназар  Красноводская область
43. Аширова, Сулгун Атаджановна Ташаузская область
44. Аширова, Эджекейик Курбангельдыевна Марыйская область

## Б
1. Бабаев, Какаджан  Ашхабад
2. Бабаев, Хоммы  Марыйская область
3. Бабакулиев, Джоракули  Чарджоуская область
4. Баграмов, Сергей Георгиевич Марыйская область
5. Базаров, Назар  Чарджоуская область
6. Базарова, Роза Атамурадовна Ташаузская область
7. Баймаханова, Аннабиби  Ашхабад
8. Байрамов, Амангельды Овезович Чарджоуская область
9. Байрамов, Атакули  Ашхабадская область
10. Байрамов, Орунбай  Ташаузская область
11. Байрамова, Майсагёзел  Марыйская область
12. Байрамсахатов, Нурсахат  Марыйская область
13. Байрыева, Огултач  Ашхабадская область
14. Бакшиева, Оразджахан Ходжамкулиевна Ашхабадская область
15. Бегджанов, Амантаган  Ашхабад
16. Бегджанова, Гул  Ташаузская область
17. Бекиев, Илмурад  Чарджоуская область
18. Бекмурадова, Курбантач Ходжаниязовна Ашхабадская область
19. Белоножкина, Валентина Фёдоровна Ташаузская область
20. Бердыев, Гельды  Марыйская область
21. Бердыев, Язберды  Ташаузская область
22. Бердыева, Джумагёзел  Ашхабадская область
23. Берекетов, Якуп  Марыйская область
24. Боженов, Евгений Алексеевич Марыйская область
25. Борджаков, Амандурды  Ташаузская область
26. Бритвин, Николай Васильевич Чарджоуская область

## В
1. Велиев, Акмамед  Марыйская область
2. Вершинин, Владимир Викторович Ашхабадская область
3. Волков, Владимир Васильевич Чарджоуская область

## Г
1. Гаибов, Оразклыч  Ташаузская область
2. Гапуров, Мухамедназар  Ашхабад
3. Гельдыев, Аннамурад  Ашхабад
4. Гельдымурадов, Халмурад  Ашхабад
5. Герасименко, Валентина Петровна Ашхабад
6. Гедженов, Чары  Ашхабадская область
7. Гладкий, Виктор Иванович Марыйская область
8. Грищенко, Владимир Сергеевич Марыйская область
9. Губанов, Василий Иванович Красноводская область
10. Гукасов, Сергей Багратович Ашхабадская область

## Д
1. Данилевич, Альбина Фёдоровна Ашхабад
2. Дарковская, Алла Леонидовна Ашхабадская область
3. Дегшанаев, Хезреткули  Красноводская область
4. Дерьяев, Хыдыр  Ашхабадская область
5. Джалаев, Атабаллы  Марыйская область
6. Джанарова, Шазада Ягмуровна Чарджоуская область
7. Джумагельдыева, Акгул  Ашхабад
8. Джумаев, Язы Курбанович Чарджоуская область
9. Джумаева, Халлыгёзел Розыевна Марыйская область
10. Джумаева, Хурсанат  Чарджоуская область
11. Джумакулиев, Сулейман  Чарджоуская область
12. Джумамурадов, Аккурбан  Марыйская область
13. Джуманиязов, Ёлдаш Вепаевич Ташаузская область
14. Довлетов, Исмаил  Марыйская область
15. Долгов, Поликарп Семёнович Чарджоуская область
16. Долыев, Реджепгельды  Марыйская область
17. Досмамедов, Эсенаман  Красноводская область
18. Дурдыева, Огулмайя  Ашхабадская область
19. Дурдыева, Халиабат  Марыйская область

## Е
1. Ерёмин, Николай Николаевич Чарджоуская область

## Ж
1. Жадан, Александр Васильевич Чарджоуская область
2. Жуленёв, Вячеслав Фёдорович Ташаузская область

## З
1. Зелина, Татьяна Анатольевна Ташаузская область
2. Зинченко, Вячеслав Дмитриевич Ашхабадская область

## И
1. Ибраимов, Алязгар  Марыйская область
2. Измаилова, Аделя Мамедовна Красноводская область
3. Иламанов, Мурад  Чарджоуская область
4. Илюшкин, Валентин Петрович Ташаузская область
5. Илясова, Базархан Джумаевна Красноводская область
6. Илясова, Меретгул  Красноводская область
7. Имамова, Тачбиби  Чарджоуская область
8. Ишанкулиева, Огулнабат Имамкулиевна Ташаузская область

## К
1. Кабашов, Александр Иванович Ташаузская область
2. Кабулова, Хемрагул Розыевна Чарджоуская область
3. Каджаров, Курбангельды  Ташаузская область
4. Кадырова, Аннагёзел  Ашхабадская область
5. Казаков, Раззак  Чарджоуская область
6. Какабаев, Байрамгельды  Ашхабадская область
7. Какабаев, Шадурды  Марыйская область
8. Какабаева, Шахергул  Ашхабад
9. Камалова, Гулханым  Ташаузская область
10. Канаева, Гёзель  Ашхабад
11. Караев, Реджепдурды  Чарджоуская область
12. Каратаев, Аширгельды  Марыйская область
13. Карпов, Борис Васильевич Марыйская область
14. Каррыев, Ахмед  Марыйская область
15. Каррыев, Чары Союнович Марыйская область
16. Каррыева, Роза Мамедовна Ташаузская область
17. Кашина, Александра Петровна Ашхабадская область
18. Каюмова, Фагиме Абдуллахатовна Красноводская область
19. Керими, Бегенч Шемсетдинович Чарджоуская область
20. Керимов, Нурулла Исмаилович Чарджоуская область
21. Керимова, Серегул  Чарджоуская область
22. Кесаева, Огулджан  Марыйская область
23. Киреев, Юрий Леонидович Ташаузская область
24. Кирина, Светлана Михайловна Красноводская область
25. Коваль, Виктор Евгеньевич Чарджоуская область
26. Кононова, Эмилия Павловна Ашхабад
27. Копелова, Гулустан  Ташаузская область
28. Кортиков, Сергей Иванович Красноводская область
29. Кругляков, Леонид Александрович Ташаузская область
30. Куксин, Александр Филиппович Ашхабад
31. Кулиева, Огулгерек  Чарджоуская область
32. Кулманов, Берды  Ашхабадская область
33. Кульмурадова, Нуртач  Красноводская область
34. Курбангельдыев, Ходжамурад  Ташаузская область
35. Курбаннепесов, Керим  Чарджоуская область
36. Курбанов, Аманмурад  Марыйская область
37. Курбанов, Кайлы  Ташаузская область
38. Курбанов, Сухан  Ташаузская область
39. Курдов, Узакмамед  Ташаузская область
40. Курылёв, Евгений Николаевич Ашхабадская область
41. Кушпель, Владимир Петрович Ашхабадская область

## Л
1. Лапин, Анатолий Максимович Ашхабад
2. Лещинский, Юрий Евгеньевич Марыйская область
3. Локтев, Юрий Тимофеевич Красноводская область
4. Лондарев, Олег Владимирович Ташаузская область

## М
1. Мадреимова, Хаджабийи Абдырасуловна Ташаузская область
2. Макаркин, Николай Владимирович Чарджоуская область
3. Мамедов, Акмурад  Марыйская область
4. Мамедов, Кульмамед  Марыйская область
5. Мамедов, Тагаймурад Вепаевич Чарджоуская область
6. Мамедова, Байрамбиби  Красноводская область
7. Мамилиев, Аширмурад  Ташаузская область
8. Масленникова, Лидия Алексеевна Ашхабадская область
9. Махманиязов, Эргеш  Чарджоуская область
10. Мередов, Реджеп  Ташаузская область
11. Мередова, Джумагул  Чарджоуская область
12. Мищенко, Георгий Сергеевич Марыйская область
13. Могилевец, Юрий Климентьевич Ашхабадская область
14. Моисеев, Николай Андреевич Ашхабад
15. Моллаев, Кабе  Ташаузская область
16. Моллаева, Майя  Марыйская область
17. Момунова, Оразджемал Атдаевна Марыйская область
18. Мотаев, Сапаргельды  Ташаузская область
19. Мурадов, Сахат Непесович Ашхабад
20. Мустаков, Джумагельды  Чарджоуская область
21. Мухаммедиев, Мусурманкул Худайбердыевич Чарджоуская область
22. Мухаммедкулиев, Байлы  Чарджоуская область
23. Мухаммедов, Сейтмухаммед  Марыйская область
24. Мяликгулыев, Гарлы  Ашхабад

## Н
1. Назаров, Берды  Ташаузская область
2. Назарова, Огулширин  Марыйская область
3. Ниязов, Сапармурад Атаевич Марыйская область
4. Нуннаева, Патиша Атабаевна Марыйская область
5. Нуруллаева, Гёзель Байгельдыевна Ашхабад
6. Нурыева, Огулджемал  Марыйская область
7. Нурягдыев, Меред Кулиевич Ташаузская область
8. Нурягдыев, Тегиш  Красноводская область

## О
1. Овганов, Рахим  Ашхабадская область
2. Овезгельдыев, Оразгельды  Марыйская область
3. Овезкулиев, Чарыяр  Ашхабадская область
4. Овезмурадова, Огулболды Ораджаевна Марыйская область
5. Овезниязов, Чинмурад  Ашхабад
6. Овезов, Николай Агамурадович Ашхабадская область
7. Овезова, Дурсун  Ташаузская область
8. Овезова, Огулгерек  Ашхабадская область
9. Овлякулиев, Ёллы  Марыйская область
10. Овсянников, Анатолий Александрович Ташаузская область
11. Ораева, Курбангул  Ташаузская область
12. Оразбердыев, Какалы  Ашхабадская область
13. Оразлиев, Меретгельды  Ашхабад
14. Оразмамедов, Сапармамед  Ашхабад
15. Оразмедов, Ёлдаш  Ташаузская область
16. Оразмухаммедов, Нуры  Ташаузская область
17. Оразов, Ораз Мамедмурадович Красноводская область
18. Оразов, Хидыркули  Ашхабадская область
19. Отчерцов, Валерий Георгиевич Ашхабад

## П
1. Пакиров, Аннаберды  Чарджоуская область
2. Патдыева, Патма Ходжамурадовна Ашхабадская область
3. Пенджиев, Рашид Игамович Чарджоуская область
4. Петров, Владимир Вадимович Красноводская область
5. Пихиева, Аннатач Ходжакулиевна Красноводская область
6. Помельцов, Владислав Иванович Ашхабад
7. Попова, Зинаида Николаевна Ашхабадская область
8. Пуренова, Тазегул Сапаровна Ташаузская область

## Р
1. Расулова, Огулораз Мухаммедбердыевна Ашхабад
2. Рахимджанова, Амантач Амановна Красноводская область
3. Рахманов, Омар  Чарджоуская область
4. Рахманова, Майя  Ашхабадская область
5. Рачков, Альберт Иванович Красноводская область
6. Ребрик, Виктор Николаевич Чарджоуская область
7. Реджебов, Джумадурды  Марыйская область
8. Реджебова, Курбангул  Ташаузская область
9. Реимова, Эрешгул  Чарджоуская область
10. Розметов, Садулла  Ташаузская область
11. Романов, Алексей Александрович Ташаузская область
12. Росляков, Александр Анатольевич Чарджоуская область
13. Рыбалов, Ефим Григорьевич Красноводская область

## С
1. Саакян, Мартин Иванович Ашхабад
2. Сапарджаева, Аннаджемал  Ашхабадская область
3. Сапаров, Курбангельды Курбанович Ашхабадская область
4. Сатбаева, Дамиле  Красноводская область
5. Сатиева, Меретгул  Ташаузская область
6. Сатлыкова, Язджемал  Марыйская область
7. Сафарова, Анна Андреевна Марыйская область
8. Сахбетова, Айджан Байрамовна Чарджоуская область
9. Сахбетова, Хаитгул  Чарджоуская область
10. Свиридов, Александр Дмитриевич Чарджоуская область
11. Сейлиева, Багдагул Халматовна Чарджоуская область
12. Сейлиева, Дурдыгул  Чарджоуская область
13. Сейтиев, Шамурад  Чарджоуская область
14. Семенчуков, Леонид Васильевич Ашхабадская область
15. Смирнов, Евгений Кириллович Ашхабадская область
16. Смыков, Владимир Ильич Красноводская область
17. Сопыев, Мыратберди Сопыевич Ашхабадская область
18. Суюнов, Назар Тойлиевич Красноводская область
19. Субетова, Курбанбиби  Красноводская область
20. Сукиасян, Акоп Вагаршакович Чарджоуская область
21. Султанмурадов, Байлы  Красноводская область
22. Суханов, Ходжаназар  Ташаузская область

## Т
1. Тагандурдыев, Байрамгельды  Красноводская область
2. Тагандурдыева, Меле Шабаевна Ташаузская область
3. Таганклычев, Аширклыч  Ташаузская область
4. Таганов, Баймурад  Ташаузская область
5. Таджиев, Союн Курбанович Чарджоуская область
6. Талдай, Виктор Андреевич Марыйская область
7. Танрыбердыева, Джумагул  Чарджоуская область
8. Ташлиева, Аннабиби  Марыйская область
9. Тёраева, Узумгул Нигматовна Красноводская область
10. Туванов, Нуры  Красноводская область

## У
1. Удовиченко, Галина Александровна Марыйская область
2. Умарова, Соняджан Яныевна Чарджоуская область

## Ф
1. Файзуллаева, Гулнабат  Марыйская область
2. Флоринский, Борис Петрович Ашхабад

## Х
1. Хаидова, Айшахан Розыевна Чарджоуская область
2. Хаитов, Юсуп  Марыйская область
3. Хаитымметова, Меръем  Ташаузская область
4. Хайдаров, Бахрам  Чарджоуская область
5. Халимова, Курбангул  Красноводская область
6. Халимова, Огулджан Розыкулиевна Чарджоуская область
7. Халлыева, Огулджемал  Марыйская область
8. Халова, Тачджан  Ташаузская область
9. Хаммадова, Акбиби  Марыйская область
10. Ханамов, Чары  Ашхабадская область
11. Ханджаев, Курбан  Марыйская область
12. Харченко, Алексей Игнатьевич Чарджоуская область
13. Харьков, Владимир Алексеевич Чарджоуская область
14. Хатамов, Ахмед  Чарджоуская область
15. Хатамова, Тагангул Ачиловна Чарджоуская область
16. Хекимова, Розыгул  Чарджоуская область
17. Хамраев, Эсет  Ашхабад
18. Хемраева, Розыгул  Чарджоуская область
19. Хиякбаев, Абдулла  Красноводская область
20. Ходжагельдыев, Дурдыгельды Сахатович Ашхабадская область
21. Ходжагельдыев, Хумметкули  Марыйская область
22. Ходжаев, Ёмут  Марыйская область
23. Ходжаев, Сапармат  Ташаузская область
24. Ходжаков, Овлякули  Красноводская область
25. Ходжамамедов, Какаджан  Красноводская область
26. Ходжамурадов, Аннамурад  Марыйская область
27. Худайкулиев, Меретмамед  Марыйская область
28. Худайназарова, Гулустан  Чарджоуская область
29. Хударганова, Аимджан  Ташаузская область
30. Хуммедов, Аннакули  Марыйская область
31. Хуммедов, Меликмухаммед  Ашхабадская область
32. Хумметкулиева, Замира Фасхутдиновна Ашхабад

## Ч
1. Чагилов, Кемен  Красноводская область
2. Чакилов, Курбангельды  Ташаузская область
3. Чанлиев, Овез  Марыйская область
4. Чарваева, Назик  Ташаузская область
5. Чарыев, Мерген Атаевич Чарджоуская область
6. Чарыева, Дурсунджемал  Ашхабадская область
7. Чарыева, Жанна Какабаллыевна Марыйская область
8. Чарыева, Нурсултан Сарыхановна Марыйская область
9. Чарыева, Огулдёнди Бабаевна Ашхабадская область
10. Чарыева, Огулсабир  Марыйская область
11. Чашемов, Избасды  Ташаузская область
12. Чертищев, Владимир Сергеевич Ашхабад
13. Чопанов, Ата  Марыйская область
14. Чореклиев, Тойлы  Марыйская область
15. Чудинов, Владимир Александрович Ашхабад

## Ш
1. Шабасанов, Махтум Кули Караевич Ашхабадская область
2. Шалыев, Атабаллы Бапбаевич Марыйская область
3. Шамурадова, Акбеги Овезовна Марыйская область
4. Шереметьев, Николай Васильевич Ташаузская область
5. Шихиев, Джумагельды  Ташаузская область
6. Шихиева, Аннагёзел  Ашхабадская область
7. Шляхтин, Владимир Иванович Ашхабадская область
8. Шмидт, Михаил Гербертович Чарджоуская область

## Э
1. Эминова, Аимджан  Чарджоуская область

## Ю
1. Юсупов, Мусур  Чарджоуская область
2. Юсупов, Сулейман  Ташаузская область

## Я
1. Язкулиев, Баллы  Ташаузская область
2. Язмедова, Набат  Марыйская область
3. Якубов, Ахметджан Джафарович Ашхабад
4. Якшисахатов, Ходжакурбан  Марыйская область

## Источник
- Список